# John C. Calhoun
John Caldwell Calhoun (ur. 18 marca 1782 w Abbeville w Karolinie Południowej, zm. 30 marca 1850 w Waszyngtonie) – amerykański polityk, działacz Partii Demokratyczno-Republikańskiej, 7. wiceprezydent Stanów Zjednoczonych.
W latach 1817–1825 był sekretarzem wojny w administracji prezydenta Jamesa Monroe, następnie wiceprezydentem przy prezydentach Johnie Quincy Adamsie i Andrew Jacksonie (od 1825); 28 grudnia 1832 był pierwszym wiceprezydentem USA w historii, który sam zrezygnował z pełnionej funkcji, gdy został senatorem z rodzinnego stanu Karolina Południowa.
W 1844 został sekretarzem stanu w administracji Johna Tylera (po tragicznej śmierci Abla P. Upshura); pełnił tę funkcję przez rok, do końca prezydentury Tylera. W 1957 Senat USA uznał Calhouna za jednego z pięciu najwybitniejszych senatorów w historii USA.
Najgorętszy zwolennik utrzymania niewolnictwa. Wobec napływających do Kongresu petycji o zniesienie niewolnictwa w Waszyngtonie i terytoriach kontrolowanych przez władze federalne doprowadził do uchwalenia ustaw kagańcowych (ang. gag laws) zabraniających dyskutowania sprawy niewolnictwa. Zakaz ten (naruszający wolność słowa i petycji gwarantowany przez 1 Poprawkę) uchylony został w 1844 dzięki agitacji byłego prezydenta Johna Quincy’ego Adamsa. Calhoun sprzeciwił się też projektowi Wilmota, zakazującemu wprowadzenia niewolnictwa na tereny zdobyte w wojnie z Meksykiem. Oponował też przeciw kompromisowi 1850, który ograniczał ekspansję niewolnictwa, jego mowę w tej sprawie trzeba było odczytać, gdyż on sam był już poważnie chory i wkrótce potem zmarł.